# Słonino
Słonino (deutscher Name: Schlennin) ist ein Dorf in der polnischen Woiwodschaft Westpommern. Es gehört zur Gemeinde Tychowo (Groß Tychow) im Kreis Białogard (Belgard).

## Geografische Lage
Słonino liegt 13 Kilometer westlich der Kreisstadt Białogard an der Woiwodschaftsstraße Nr. 167 Koszalin (Köslin) – Ogartowo (Jagertow) (- Połczyn-Zdrój (Bad Polzin)). Die Gemeinde Tychowo liegt zehn Kilometer weiter südlich. Der Ort wird von der Chotla (Kautel) durchflossen, die wenige Kilometer weiter nördlich in die Radüe mündet. Vor 1945 war das Dorf eine Bahnstation an der Kleinbahnstrecke Belgard–Schwellin–Bublitz.

## Geschichte
Ein vorgeschichtlicher Urnenfund in der Schlenniner Feldmark im Jahre 1930 weist auf eine Besiedlung bereits in der frühen Eiszeit hin. Im Jahre 1318 wird Schlennin („Slemyn“) erstmals urkundlich erwähnt.
Der Gutsbezirk war ein altes Lehen der Familie Münchow, von der es auf die Familie von Versen überging. Zuletzt war das Gut im Eigentum derer von Heydebreck, und Ernst Henning von Heydebreck war der letzte Gutsbesitzer vor 1945.
Zu Schlennin gehörte bis 1945 das Vorwerk Klabutzkenberg. Im Jahre 1867 lebten im Dorf mit Vorwerk 107 Einwohner in 14 Wohnhäusern mit sieben Wirtschaftsgebäuden. Im Jahre 1939 war die Zahl der Einwohner auf 190 gestiegen, die in 40 Haushaltungen lebten. Die Gemeindefläche betrug 850,7 Hektar. Die hier erzeugten Kartoffeln wurden in der Kartoffel- und Flockenfabrik und der Brennerei in Neu Buckow (heute polnisch: Bukówko) verarbeitet. Weitere Erwerbszweige waren die Kartoffelsaatzucht sowie die Herdbuch-Rinder- und Schweinezucht. Das Gut besaß eine eigene Wassermühle.
Schlennin gehörte bis 1945 zum Amtsbezirk Neu Buckow im Landkreis Belgard (Persante). Letzter Amtsvorsteher war Heinrich Borgmann. Das zuständige Standesamt Buckow (Bukowo) versah zuletzt der Standesbeamte Sense. Oberlandjäger Lange aus Neu Buckow regelte die polizeilichen Belange, und das zuständige Amtsgericht war in Belgard (Białogard).
Als die Truppen der Roten Armee am 3. März 1945 in Schlennin einmarschierten, versuchten die Einwohner zu fliehen. Ihr Treck wurde jedoch bereits in Kruckenbeck im Landkreis Kolberg-Körlin überrollt und zur Rückkehr gezwungen. Schlennin wurde von den Polen besetzt, und am 29. September 1945 begann die Vertreibung der deutschen Bevölkerung.
Heute ist der Ort unter dem Namen Słonino eine Ortschaft in der Gmina Tychowo im Powiat Białogardzki.

## Kirche
Schlennin hatte keine eigene Kirche. Kirchort war Neu Buckow (Bukówko), dessen Kirchengemeinde in das Kirchspiel Groß Tychow (Tychowo) in der Kirchenprovinz Pommern der evangelischen Kirche der Altpreußischen Union eingepfarrt war. Das Kirchenpatronat für Schlennin vertrat zuletzt Rittergutsbesitzer Ernst Henning von Heydebreck, und letzter deutscher Geistlicher war Pfarrer Werner Braun.
Heute gehört Słonino zum Kirchspiel Koszalin (Köslin) in der Diözese Pommern-Großpolen der polnischen Evangelisch-Augsburgischen Kirche.